# Kanton Montrichard Val de Cher
Der Kanton Montrichard Val de Cher ist seit 1790 ein französischer Wahlkreis im Arrondissement Romorantin-Lanthenay, im Département Loir-et-Cher und in der Region Centre-Val de Loire; sein Hauptort ist Montrichard Val de Cher.
Anlässlich der Gründung der Commune nouvelle Montrichard Val de Cher erfolgte die Umbenennung des Kantons von vormals Kanton Montrichard zum aktuellen Namen per Dekret vom 24. Februar 2021.

## Gemeinden
Der Kanton besteht aus 14 Gemeinden und Teilgemeinden mit insgesamt 21.237 Einwohnern (Stand: 1. Januar 2022) auf einer Gesamtfläche von 331,47 km²:
| Gemeinde                       | Einwohner 1. Januar 2022 | Fläche km² | Dichte Einw./km² | Code INSEE | Postleitzahl |
| ------------------------------ | ------------------------ | ---------- | ---------------- | ---------- | ------------ |
| Chissay-en-Touraine            | 1.076                    | 18,17      | 59               | 41051      | 41400        |
| Choussy                        | 352                      | 15,45      | 23               | 41054      | 41700        |
| Couddes                        | 534                      | 18,64      | 29               | 41062      | 41700        |
| Faverolles-sur-Cher            | 1.426                    | 15,51      | 92               | 41080      | 41400        |
| Fresnes                        | 1.199                    | 16,02      | 75               | 41094      | 41700        |
| Le Controis-en-Sologne         | 4.547                    | 55,75      | 82               | 40192      | 41400, 41700 |
| Monthou-sur-Cher               | 993                      | 20,16      | 49               | 41146      | 41400        |
| Montrichard Val de Cher        | 3.641                    | 19,20      | 190              | 41151      | 41400        |
| Oisly                          | 390                      | 10,61      | 37               | 41166      | 41700        |
| Pontlevoy                      | 1.537                    | 51,12      | 30               | 41180      | 41400        |
| Saint-Georges-sur-Cher         | 2.711                    | 23,78      | 114              | 41211      | 41400        |
| Saint-Julien-de-Chédon         | 777                      | 9,87       | 79               | 41217      | 41400        |
| Sassay                         | 1.110                    | 16,44      | 68               | 41237      | 41700        |
| Vallières-les-Grandes          | 944                      | 40,75      | 23               | 41267      | 41400        |
| Kanton Montrichard Val de Cher | 21.237                   | 331,47     | 64               | 4107       | –            |

1. ↑   Nur die Fläche der ehemaligen Gemeinden Contres und Thenay, der Rest gehört zum Kanton Blois-3.

Bis zur landesweiten Neuordnung der französischen Kantone im März 2015 gehörten zum Kanton Montrichard die 13 Gemeinden Angé, Bourré, Chaumont-sur-Loire, Chissay-en-Touraine, Faverolles-sur-Cher, Monthou-sur-Cher, Montrichard, Pontlevoy, Rilly-sur-Loire, Saint-Georges-sur-Cher, Saint-Julien-de-Chédon, Thenay und Vallières-les-Grandes. Sein Zuschnitt entsprach einer Fläche von 273,01 km2. Er besaß vor 2015 einen anderen INSEE-Code als heute, nämlich 4113.

## Veränderungen im Gemeindebestand seit der landesweiten Neuordnung der Kantone
2019: Fusion Contres, Feings (Kanton Blois-3), Fougères-sur-Bièvre (Kanton Blois-3), Ouchamps (Kanton Blois-3) und Thenay → Le Controis-en-Sologne
2016: Fusion Bourré und Montrichard → Montrichard Val de Cher